# Williamsburg (Ohio)
Williamsburg és una vila dels Estats Units a l'estat d'Ohio. Segons el cens del 2000 tenia 2.358 habitants.

## Demografia
Segons el cens del 2000, Williamsburg tenia 2.358 habitants, 927 habitatges, i 620 famílies. La densitat de població era de 476,7 habitants/km².
Dels 927 habitatges en un 35,5% hi vivien nens de menys de 18 anys, en un 48,8% hi vivien parelles casades, en un 13,4% dones solteres, i en un 33,1% no eren unitats familiars. En el 26,8% dels habitatges hi vivien persones soles el 10,6% de les quals corresponia a persones de 65 anys o més que vivien soles. El nombre mitjà de persones vivint en cada habitatge era de 2,5 i el nombre mitjà de persones que vivien en cada família era de 3,05.
Per edats la població es repartia de la següent manera: un 27,2% tenia menys de 18 anys, un 9,7% entre 18 i 24, un 31,9% entre 25 i 44, un 20,4% de 45 a 60 i un 10,9% 65 anys o més.
L'edat mediana era de 33 anys. Per cada 100 dones de 18 o més anys hi havia 85,4 homes.
La renda mediana per habitatge era de 37.115 $ i la renda mediana per família de 46.528 $. Els homes tenien una renda mediana de 35.395 $ mentre que les dones 24.455 $. La renda per capita de la població era de 17.250 $. Aproximadament el 8% de les famílies i l'11,3% de la població estaven per davall del llindar de pobresa.

## Poblacions properes
El següent diagrama mostra les poblacions més properes.